# Carlos Menditéguy
Carlos Menditéguy va ser un pilot de curses automobilístiques argentí que va arribar a disputar curses de Fórmula 1.
Carlos Menditéguy va néixer el 10 d'agost del 1914 a Buenos Aires, Argentina i va morir el 27 d'abril del 1973 també a Buenos Aires, Argentina.

## A la F1
Va debutar a la primera cursa de la quarta temporada de la història del campionat del món de la Fórmula 1, la corresponent a l'any 1953, disputant el 18 de gener el GP de l'Argentina al Circuit Oscar Alfredo Galvez.
Carlos Menditéguy va participar en onze curses puntuables (amb un podi) pel campionat de la F1, disputades entre les temporades 1953 i 1960.

## Resultats a la Fórmula 1
| Any  | Equip                     | Xassís   | Motor    | 1       | 2       | 3   | 4       | 5       | 6   | 7     | 8   | 9   | 10  | 11  | Posició | Punts |
| ---- | ------------------------- | -------- | -------- | ------- | ------- | --- | ------- | ------- | --- | ----- | --- | --- | --- | --- | ------- | ----- |
| 1953 | Equipe Gordini            | Gordini  | Gordini  | ARG Ret | 500     | HOL | BEL     | FRA     | GBR | ALE   | SUI | ITA |     |     | -       | 0     |
| 1954 | Onofre Marimon            | Maserati | Maserati | ARG NVS | 500     | BEL | FRA     | GBR     | ALE | SUI   | ITA | ESP |     |     | -       | 0     |
| 1955 | Officine Alfieri Maserati | Maserati | Maserati | ARG Ret | MON     | 500 | BEL     | HOL     | GBR | ITA 5 |     |     |     |     | 19è     | 2     |
| 1956 | Officine Alfieri Maserati | Maserati | Maserati | ARG Ret | MON     | 500 | BEL     | FRA     | GBR | ALE   | ITA |     |     |     | -       | 0     |
| 1957 | Officine Alfieri Maserati | Maserati | Maserati | ARG 3   | MON Ret | 500 | FRA Ret | GBR Ret | ALE | PES   | ITA |     |     |     | 14è     | 4     |
| 1958 | Scuderia Sud Americana    | Maserati | Maserati | ARG 7   | MON     | HOL | 500     | BEL     | FRA | GBR   | ALE | POR | ITA | MAR | -       | 0     |
| 1960 | Scuderia Centro Sud       | Cooper   | Maserati | ARG 4   | MON     | 500 | HOL     | BEL     | FRA | GBR   | POR | ITA | USA |     | 19è     | 3     |

### Resum
| Curses: | Victòries: | Pòdiums: | Poles: | Voltes ràpides: | Punts: |
| ------- | ---------- | -------- | ------ | --------------- | ------ |
| 11      | 0          | 1        | 0      | 0               | 9      |